# Park Naehyeon
Park Naehyun (1920-1976) fue una pintora norcoreana nacida en Jinampo, P'yŏngan del Sur, en Corea del Norte. Después de terminar sus estudios secundarios en el colegio Gyeongsong para chicas, entró al instituto femenino de arte en Tokio, en el año 1941.

## Vida personal
Se casó con su compañero, Kim ki chang en 1946, y luego abrieron varias exhibiciones juntos. Naehyeon intentó utilizar los materiales coreanos para mezclar su motivo con la ruta occidental. Su estilo fue dividir el lienzo por colores y formas especiales. Sin embargo, tuvo que plasmar la dificultad de la sociedad coreana en la década de 1950 sobre el prejuicio contra las mujeres.
Su hija menor dijo en una entrevista que su madre siempre fue una pintora apasionada y una buena madre. Naehyeon también ejerció una influencia muy importante en su esposo, Kim.

## Obras
Empezó su carrera desde 1943 luego de ganar un premio en la exhibición nacional Chosun en ese mismo año —el premio principal del presidente de Corea del Sur y el primer premio en el contexto nacional del arte coreano. Luego, pudo expandir su influencia participando en los contextos nacionales como examinadora muchas veces hasta 1969 cuando fue a São Paulo Biennial como la participante oficial del gobierno. Terminado su trabajo, visitó muchos lugares como México y estudió el tapiz y la tipografía en Nueva York.